# Gregory Van Damme
Gregory Van Damme (Lokeren, 24 februari 1987) is een Vlaamse acteur. Hij is vooral bekend voor zijn rol in Amika als Gringo Van Den Broecke.
Van Damme studeerde woordkunst en drama aan de Kunsthumaniora Brussel. Na zijn studies begon hij met theater- en televisiewerk. Hij was te zien in de Vlaamse politieserie Aspe als Adem Fishta, en tal van andere reeksen en films. Maar hij is voornamelijk aan het werk in het theater.

## Film
| Jaar | Productie                           | Rol      |
| ---- | ----------------------------------- | -------- |
| 2022 | Dead Man Travel                     | Dead Man |
| 2021 | Nachtwacht: de dag van de bloedmaan | Quil     |

## Televisie
| Programma              | Rol                    | Periode   |
| ---------------------- | ---------------------- | --------- |
| Hoofdrollen:           |                        |           |
| Amika                  | Gringo Van den Broecke | 2008-2011 |
| Gastrollen:            |                        |           |
| Gamekeepers            | verscheidene rollen    | 2022-2024 |
| Lisa                   | Ewout Vandoorn         | 2021      |
| Met de deur in huis    | Fernando               | 2015      |
| Rox                    | Marnix                 | 2014      |
| Binnenstebuiten        | Kris Van Dorpe         | 2013      |
| Familie                | Anthony                | 2013      |
| Huisje Boompje Beestje | Polleke                | 2013      |
| Thuis                  | Kristof                | 2012-2013 |
| Aspe                   | Adem Fishta            | 2011      |